# HC Energie Karlovy Vary
Der HC Energie Karlovy Vary ist ein tschechischer Eishockeyverein aus Karlsbad (tschechisch Karlovy Vary), der seit 2018 erneut an der höchsten tschechischen Eishockeyliga, der Extraliga, teilnimmt.

## Geschichte

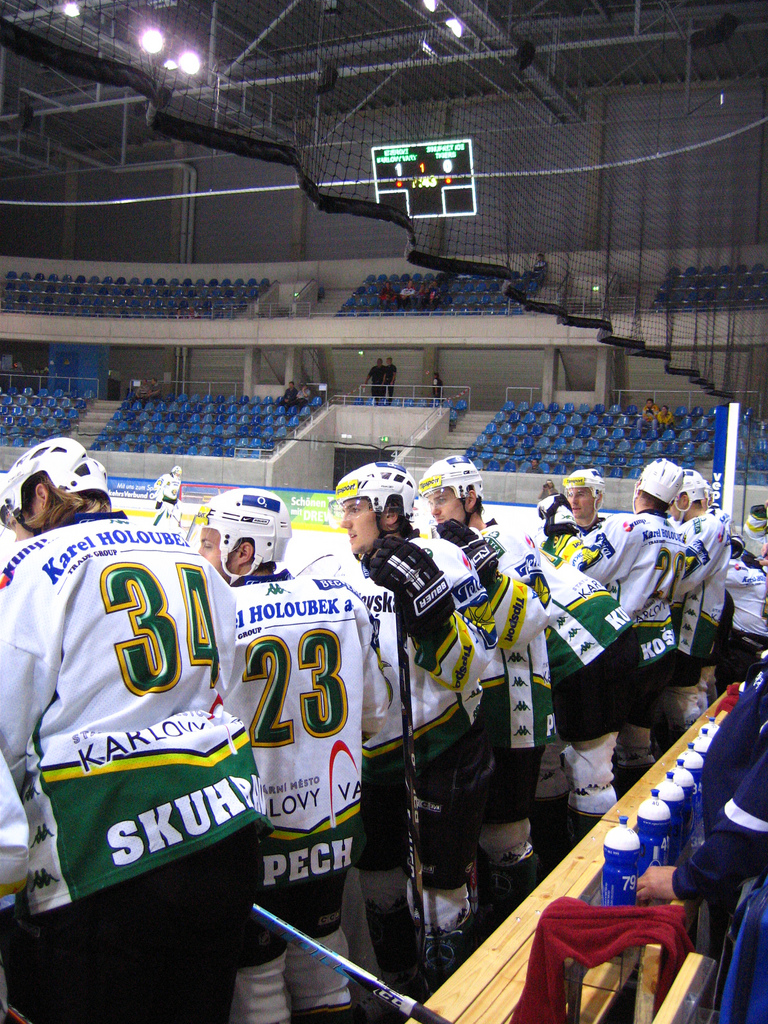
Spieler des HC Energie, 2007

Der Club wurde 1932 gegründet und spielte zunächst nur auf regionaler Ebene. 1951 gelang der Aufstieg in die höchste Spielklasse der Tschechoslowakei, der 1. Liga. 1955 konnte die Mannschaft in diesem Wettbewerb den dritten Platz ihrer Staffel belegen, was bis in die 1990er Jahre der größte Erfolg des Vereins blieb. Ein Jahr später folgte der Abstieg in die zweite Spielklasse und 1971 sogar in die dritte Spielklasse. Bis Mitte der 1990er Jahre wechselte der Verein zwischen zweiter und dritter Spielklasse hin und her, bevor 1997 der Aufstieg in die Extraliga gelang. Als Meister der 1. Liga nahm der Verein an der Extraliga-Relegation teil. In dieser war die Mannschaft am HC Slezan Opava gescheitert. Nach Saisonende erwarb das Management des HC Becherovka die Lizenz des HC Olomouc und stieg dadurch wirtschaftlich in die höchste Spielklasse Tschechiens auf.
Seit der Saison 1997/98 gehört Energie damit der höchsten Spielklasse im tschechischen Profi-Eishockey an. Seit 2002 ist der HC Energie Tochtergesellschaft der KAREL HOLOUBEK – Trade Group a.s., einem der größten tschechischen Brennstofflieferanten, durch den der Betrieb des Eishockeyclubs und die finanzielle Zukunft des Vereins sichergestellt wird. Am Ende der Saison 2007/08 erreichte der Verein das Finale der Extraliga-Playoffs. Dort unterlag Energie dem HC Slavia Prag nach insgesamt sieben Spielen und erreichte die Vizemeisterschaft.

Logo des Klubs zwischen 2002 und 2020

Während der ersten Saison der neu gegründeten KHL bekundete das Management des Klubs Interesse an einer Aufnahme in diese Liga. Dafür sollte eine konkurrenzfähige Mannschaft aus tschechischen Nationalspielern nach dem Vorbild von Dinamo Riga und HK Dinamo Minsk zusammengestellt werden, während ein zweites Farmteam weiter in der Extraliga spielen sollte. Doch im Zuge der Finanzkrise wurden diese Bemühungen eingestellt. Im Dezember 2008 nahm der Klub am Spengler Cup teil und belegte den vierten Platz.
Mit der Meisterschaft in der Saison 2008/09 unter Trainer Josef Paleček – der Hauptrundenerste HC Slavia Prag wurde in der Best-of-Seven-Serie mit 4:2 besiegt – wurde der größte Erfolg in der Vereinsgeschichte gefeiert.
Die Juniorenmannschaft des Klubs spielt seit 2012 in der Molodjoschnaja Chokkeinaja Liga.
Im Frühjahr 2017 musste die Profimannschaft nach 20 Jahren in der Extraliga den Gang in die Zweitklassigkeit antreten, schaffte aber bereits im folgenden Jahr den Wiederaufstieg.
Im Mai 2020 veröffentlichte der Klub ein komplett überarbeitetes Corporate-Identity-Konzept, um die Veränderungen der Eigentumsverhältnisse zu berücksichtigen und dem Klub ein moderneres Image zu geben. Unter anderem wurden die Vereinsfarben auf Schwarz, Weiß und Grau umgestellt sowie ein neues Hauptlogo (ein stilisiertes E) und Alternativlogo eingeführt.

### Ligenzugehörigkeit
- seit 2018 Extraliga
- 2017–2018 1. Liga
- 1997–2017 Extraliga
- 1995–1997 1. Liga
- 1993–1995 2. česká hokejová liga
- 1991–1993 3. Liga (ČSSR)
- 1990–1991 2. Liga (ČSSR)
- 1986–1990 3. Liga (ČSSR)
- 1985–1986 regional (ČSSR)
- 1982–1985 3. Liga (ČSSR)
- 1981–1982 regional (ČSSR)
- 1973–1981 3. Liga (ČSSR)
- 1972–1973 2. Liga (ČSSR)
- 1971–1972 3. Liga (ČSSR)
- 1956–1971 2. Liga (ČSSR)
- 1951–1956 1. Liga (ČSSR)
- 1947–1951 regional
- 1947–1948 kein Spielbetrieb
- 1945–1947 regional

### Saisonstatistik 1951–1956
Statistik der fünf Spielzeiten in der 1. Liga zwischen 1951 und 1956.
| Saison    | Staffel  | Punkte | Gesamt    | Teams |
| --------- | -------- | ------ | --------- | ----- |
| 1951/1952 | 5. Platz | 6      | 13. Platz | 18    |
| 1952/1953 | 4. Platz | 11     | 8. Platz  | 21    |
| 1953/1954 | 4. Platz | 8      | 13. Platz | 18    |
| 1954/1955 | 3. Platz | 14     | 6. Platz  | 16    |
| 1955/1956 | 8. Platz | 2      | 14. Platz | 15    |

### Saisonstatistik seit 1997
| Saison            | Hauptrunde | Punkte | Endrunde  | Kapitän                         | Trainer |
| ----------------- | ---------- | ------ | --------- | ------------------------------- | --- |
| 1997/1998         | 13. Platz  | 30     | 13. Platz | Pavel Bláha                     | Karel Trachta, Milan Kašpárek, Josef Beránek senior |
| 1998/1999         | 11. Platz  | 38     | 11. Platz | Pavel Bláha                     | Josef Beránek senior, Karel Trachta, Milan Kašpárek |
| 1999/2000         | 11. Platz  | 40     | 11. Platz | Petr Pavlas                     | Miloš Říha und Martin Pešout |
| 2000/2001         | 14. Platz  | 49     | 14. Platz | Libor Procházka                 | Miloš Říha und Martin Pešout Tomáš Herstus Radim Rulík, Tomáš Herstus, Jaromír Látal, Marek Sýkora                                                        |
| 2001/2002         | 10. Platz  | 61     | 10. Platz | Jaromír Kverka                  | Radim Rulík und Marek Sýkora |
| 2002/2003         | 10. Platz  | 71     | 10. Platz | Michal Mádl                     | Marek Sýkora und Jan Votruba |
| 2003/2004         | 12. Platz  | 62     | 12. Platz | Ladislav Svoboda                | Miloslav Hořava Richard Farda und Radim Rulík |
| 2004/2005         | 10. Platz  | 69     | 10. Platz | František Ptáček                | Radim Rulík, Václav Baďouček, Pavel Kněžický |
| 2005/2006         | 10. Platz  | 71     | 10. Platz | František Ptáček                | Zdeněk Venera, Václav Baďouček und Pavel Kněžický |
| 2006/2007         | 7. Platz   | 80     | 9. Platz  | František Ptáček                | Zdeněk Venera, Václav Baďouček und Pavel Kněžický |
| 2007/2008         | 4. Platz   | 85     | 2. Platz  | Václav Skuhravý                 | Zdeněk Venera |
| 2008/2009         | 6. Platz   | 83     | Meister   | Václav Skuhravý                 | Josef Paleček, Mikuláš Antonik und Pavel Kněžický |
| 2009/2010         | 11. Platz  | 66     | 13. Platz | Václav Skuhravý                 | Josef Paleček, Mikuláš Antonik und Pavel Kněžický; ab November 2009 Pavel Hynek und Václav Baďouček; ab März 2010 wieder Josef Paleček und Josef Řezníček |
| 2010/2011         | 10. Platz  | 71     | 10. Platz | Václav Skuhravý                 | Antonín Stavjaňa, Václav Baďouček und Pavel Kněžický, ersetzt durch Václav Baďouček, Martin Pešout und Pavel Kněžický                                     |
| 2011/2012         | 11. Platz  | 67     | 11. Platz | Václav Skuhravý                 | Václav Baďouček, Martin Pešout und Pavel Kněžický, ab 1. Januar 2012 Vladimír Kýhos für Václav Baďouček                                                   |
| 2012/2013         | 12. Platz  | 67     | 12. Platz | Václav Skuhravý, Martin Zaťovič | Vladimír Kýhos, Martin Pešout und Pavel Kněžický – Richard Žemlička, Jaromír Kverka und Pavel Kněžický                                                    |
| 2013/2014         | 12. Platz  | 66     | 12. Platz | Martin Zaťovič                  | Richard Žemlička, Karel Mlejnek und Pavel Kněžický – Karel Mlejnek, Jaromír Kverka und Pavel Kněžický                                                     |
| 2014/2015         | 12. Platz  | 62     | 11. Platz | Radek Duda                      | Karel Mlejnek, Jaromír Kverka und Pavel Kněžický |
| 2015/2016         | 14. Platz  | 47     | 14. Platz | Radek Duda, Radim Bičánek       | Karel Mlejnek, Tomáš Mariška und Pavel Kněžický – Peter Oremus – Karel Mlejnek, Tomáš Mariška und Mikuláš Antonik                                         |
| 2016/2017         | 13. Platz  | 49     | 13. Platz | Václav Skuhravý                 | Jan Tlačil, Mikuláš Antonik und Pavel Kněžický |
| 2017/2018 1. Liga | 1. Platz   | 109    | Meister   | Václav Skuhravý                 | Martin Pešout, Tomáš Mariška und Pavel Kněžický |
| 2018/2019         | 13. Platz  | 53     | 12. Platz | Václav Skuhravý                 | Martin Pešout, Tomáš Mariška und Pavel Kněžický |
| 2019/2020         | 9. Platz   | 71     | –         | Václav Skuhravý                 | Martin Pešout, Tomáš Mariška und Pavel Kněžický |
| 2020/2021         | 10. Platz  | 73     | –         | Václav Skuhravý                 | Martin Pešout, Tomáš Mariška und Pavel Kněžický |

## Spieler

### Bekannte aktuelle Spieler
- Jakub Flek
- Ondřej Beránek
- Lukáš Pulpán
- Tomáš Rachůnek
- Petr Koblasa

### Bekannte ehemalige Spieler
- Jiří Feureisl
- Petr Fical
- Martin Frk
- Jan Klapáč
- Josef Koller
- František Musil
- Josef Podlaha
- Jaroslav Šíma
- Václav Šinágl
- Tomáš Vokoun
- Václav Skuhravý
- Lukáš Mensator
- Lukáš Pech

### Meistermannschaft 2008/09
| Torhüter        | Lukáš Mensator, Lukáš Sáblík |
| Abwehrspieler   | Ondřej Němec, Josef Řezníček, Roman Prošek, Jakub Čutta, Petr Mudroch, František Bombic, Kamil Černý, Miroslav Duben, Vojtěch Kloz, Michal Dobroň                                                                    |
| Angriffsspieler | Vít Budínský, Rastislav Dej, Milan Hluchý, Jan Košťál, Jaroslav Kristek, Petr Kumstát, Marek Melenovský, Lukáš Pech, Milan Procházka, Petr Sailer, František Skladaný, Václav Skuhravý, Martin Zaťovič, David Zucker |
| Trainer         | Josef Paleček, Mikuláš Antonik und Pavel Kněžický |

## Spielstätte
Seine Heimspiele trug der HC Energie Karlsbad bis zum Ende der Saison 2008/09 im 4.680 Zuschauer fassenden Zimní Stadion Karlovy Vary aus, das 1947 als Kunsteisstadion erbaut und 1975 überdacht wurde. 1990 erfolgte eine umfangreiche Sanierung der Eishalle. Den besten Zuschauerschnitt erreichte der Verein in der ersten Extraliga-Saison 1997/98, als durchschnittlich 4.318 Zuschauer die Heimspiele des Vereins besuchten.
Seit der Saison 2009/10 werden die Heimspiele in einer neuen Multifunktionsarena, der KV Arena, ausgetragen, mit deren Bau im Januar 2007 begonnen wurde. Die Eröffnung des Baukomplexes, der auch für Konzerte genutzt wird, fand am 19. Juni 2009 statt.